# La Controverse de Valladolid (téléfilm)
Pour les articles homonymes, voir Controverse de Valladolid (homonymie).
Pour plus de détails, voir Fiche technique et Distribution.
La Controverse de Valladolid est un téléfilm sorti en 1992 et réalisé par Jean-Daniel Verhaeghe, qui constitue un récit romancé de la véritable « Controverse de Valladolid ».

## Synopsis
Au XVIe siècle, soixante ans après la découverte de l’Amérique par Christophe Colomb, l'empereur Charles Quint convoque une assemblée sous l’égide du légat pontifical, afin de débattre de la question fondamentale : les indigènes indiens ont-ils une âme (sont-ils des hommes) ? De la réponse doit découler l'arrêt ou non de l’esclavage dont ils sont alors les victimes. 
La controverse voit s'affronter le point de vue conservateur du chanoine Juan Ginés de Sepúlveda et celui humaniste du dominicain Bartolomé de Las Casas. L’Église accepte l’accession des Indiens au statut d’être humain, mais l'issue de cette controverse en forme de procès légitime, du point de vue du légat du pape, et malgré les protestations de Las Casas, provoque l'esclavage des noirs.

## Écart avec les faits historiques
Le téléfilm prend des libertés avec la controverse de Valladolid telle qu'elle eut réellement lieu. Son objet n'était pas de déterminer si les Amérindiens avaient une âme, point d'accord entre Sepúlveda et Las Casas, mais si la couronne d'Espagne avait le droit de les conquérir, mettre en esclavage et évangéliser de force.

## Fiche technique
- Titre original : La Controverse de Valladolid
- Réalisation : Jean-Daniel Verhaeghe
- Scénario : Jean-Claude Carrière
- Production : Iris Carrière, Céline Baruch, Albert Roguenant
- Sociétés de production : Bakti Productions, FR3 Marseille, La Sept, Radio Télévision Belge Francophone (RTBF)
- Pays d’origine :  France
- Format : Couleur, TV
- Langue : français
- Genre : drame, historique
- Durée : 90 minutes
- Date de diffusion : 
  -  France : 2 mai 1992 sur FR3
  -  Norvège : 20 mai 1993

## Distribution
- Jean-Pierre Marielle : Bartolomé de Las Casas
- Jean-Louis Trintignant : Juan Ginés de Sepúlveda
- Jean Carmet : le cardinal Roncieri, le légat du pape
- Jean-Michel Dupuis : le colon
- Claude Laugier : Frère Gregorio
- Pascal Elso : Frère Emiliano
- Franck Laigneau : le jeune moine au claquoir
- Michel Charrel : le deuxième colon
- Dominique Noé : un assesseur du légat
- Jean Nehr : assistant de Las Casas
- Didier Bourguignon : le scribe
- Mogan Mehlem : représentant du Roi
- Raymond Aulme : un dominicain
- Jean-Paul Egalon : le soldat
- Emmanuel-Georges Delajoie : l'ouvrier africain
- Jean-Luc Orofino : bouffon « Le Roi »
- Salim Talbi : bouffon « La Reine »
- Hugo Mendoza : l'indien jongleur
- Enrique Pinedo-Ramírez : l'indien
- Lucila Díaz : l'indienne
- Punaa Protch : la petite fille

## Diffusion et accueil
- Audiences France : 2 485 000 téléspectateurs[2]

## Récompenses
- 7 d’or 1993 : Meilleur téléfilm, meilleur réalisateur, meilleur scénariste, meilleur acteur (Jean-Pierre Marielle).